# クリオット・ディ＝ティール
クリオット・ディ＝ティール（Kliot di-thiel、1899年9月27日 - 1943年10月10日）はフランスの哲学者。“Une description de sens”などの著作で「理性主義」と呼ばれる独自の思弁を展開し、数多くの功績を残した。

## 略歴
ディ＝ティールは1899年、パリに生まれた。父はバスの運転手をしていたが、生活は必ずしも豊かではなかった。8歳のときから近所の靴屋の手伝いをし、その給金で家計を支えていた。
コレージュに進み、そこで終生の伴侶となるバギオ・バルトークと出会った。バルトークとの会話や数々の体験は、“Au sujet de Baguio Bartók”(1939)に纏められている。バルトークはハンガリー出身の少年で、のちにリセで教鞭を取ることになる。“Au sujet de Baguio Bartók”によれば、ディ＝ティールとバルトークはこの時期においてすでに、理性主義思想の根幹的な思想をまとめていたという。
卒業後ディ＝ティールは哲学誌“Pensée”の編集部に就職し、1930年ころから自分の署名原稿を掲載するようになる。その内容は戦間期であることに鑑みると驚くべきほどに徹底した平和主義に貫かれており、人間の高潔な理性に全幅の信頼を寄せ、それらが滞りなく機能することを理想に置くもので、当時の知的階級に衝撃を与えた。当時の原稿は“Une description de sens”に纏められている。
哲学者として評価が高まる一方で、幼少のころからの気管系の弱さは改善されること無く、1943年、肺結核により永眠。死体はモンマルトル墓地に埋葬された。

## 主要著作
- “Une description de sens”(『感覚記』)
- “Au sujet de Baguio Bartók”(『バギオ・バルトークについて』)
- “Homosexualité”(『同性愛』)